# حمد العدواني
حمد عبد الوهاب حمد العدواني، وزير التربية ووزير التعليم العالي والبحث العلمي الكويتي السابق منذ 16 أكتوبر 2022، وزر في حكومة أحمد النواف الثانية بعد إعادة تشكيلها وحتي 3 سبتمبر 2023.

## الشهادات والمناصب
- بكالوريوس هندسة كيميائية جامعة الكويت.
- ماجستير في نفس المجال من جامعة تكساس.
- دكتوراه في الهندسة الكيميائية من جامعة تكساس.
- مدير عام الجهاز الوطني للاعتماد الأكاديمي وضمان جودة التعليم.
- عميد القبول والتسجيل بالتكليف جامعة الكويت.
- العميد المساعد للقبول والتسجيل بجامعة الكويت.
- مدير برنامج الماجستير قسم الهندسة الكيميائية بجامعة الكويت.
- الملحق الثقافي في سفارة الكويت بواشنطن.
- أستاذ مساعد قسم الهندسة الكيميائية جامعة الكويت.